# کانون بانوان
کانون بانوان در سال ۱۳۱۴ شمسی تأسیس شد. این نخستین انجمن صنفی زنان بود که از طرف دولت پشتیبانی شد.
هرچند در واقعه کشف حجاب نهادها و سازمانهای مختلفی از جمله وزارت کشور، شهربانی، وزارت معارف و … نقش داشتند اما به نظر می‌رسد سهم سخنرانیها و تبلیغات فرهنگی که در شهرهای مختلف از سوی کانون بانوان برگزار می‌شد، در پیشبرد این سیاست قابل توجه بوده و روند تغییر، پوشش زنان ایرانی را تسریع نموده‌است.

## اعضا
کانون بانوان به ریاست شمس پهلوی و با همکاری رسمی وزارت معارف حکومت پهلوی تأسیس شد. اعضای بنیانگذار کانون بدرالملوک بامداد، هاجر تربیت، عصمت‌الملوک دولتداد، شمس‌الملوک جواهرکلام، تاج‌الملوک حکمت، فخرعظمی ارغون، و صدیقه دولت‌آبادی بودند.

## اساسنامه
محورهای اصلی در اساس‌نامه کانون بانوان ایران که در تاریخ ۲۲ اردیبهشت ۱۳۱۴ تنظیم شد، به شرح زیر است:
- تربیت فکری و اخلاقی بانوان
- تشویق به ورزش‌های متناسب برای تربیت جسمانی با رعایت اصول سلامت.
- ایجاد مؤسسات خیریه برای امداد به مادران بی‌بضاعت و اطفال بی‌سرپرست.
- ترغیب به سادگی زندگی و استفاده از وسایل ساخت ایران.
- این کانون بر طبق ماده ۵۸۷ قانون تجارت مصوب ۱۳۱۱ هـ. ش شخصیت حقوق دارد و رئیس آن نماینده کانون خواهد بود.[۴]

## کتاب کانون بانوان
این کتاب که توسط مریم فتحی تنظیم شده‌است به بررسی ریشه‌های تاریخی جنبش زنان در ایران می‌پردازد. موضوع اصلی کتاب، بررسی کانون بانوان در ایران است که در اردیبهشت ۱۳۱۴، تقریباً هم‌زمان با دستورالعمل برداشتن حجاب در ایران تأسیس شد.
بخش اول کتاب مربوط به بررسی تحولات جهان در رابطه با نقش و جایگاه زنان است و در بخش دیگر به دیدگاه اسلام در مورد زن و جایگاه او در خانواده و جامعه می‌پردازد.
در این کتاب مریم فتحی ضمن تشریح اساسنامه کانون، ساختار و عملکرد کانون بانوان را تبیین می‌کند و در پایان نقش و تأثیرات کانون بانوان در جامعه مورد بررسی و تحلیل قرار می‌گیرد.
کتاب کانون بانوان در ۲۷۷ صفحه در ۱۵ مرداد ۱۳۹۴ توسط مؤسسه مطالعات تاریخ معاصر تجدید چاپ شد.